# یواس‌اس هایلندز (ای‌پی‌ای-۱۱۹)
یواس‌اس هایلندز (ای‌پی‌ای-۱۱۹) (به انگلیسی: USS Highlands (APA-119)) یک کشتی بود که طول آن ۴۵۵ فوت (۱۳۹ متر) بود. این کشتی در سال ۱۹۴۴ ساخته شد.